# Япіс (річка)
Япіс, Іапіс (грец. Ιάπις, «строката») — невелика річка у Греції. Її витік розташований на горі Керата, а сама вона тече східними схилами гори та впадає до Саронічної затоки поблизу Елевсіна.
З VII ст. до н. е. була кордоном між Мегаридою і Аттикою. З мегарського боку її заплаву використовували як пасовиська для худоби, що належала заможним мегарцям, з елевсінського тягнулася вузька смуга «недоторканої» землі, присвяченої Деметрі та Персефоні. Конфлікт навколо цієї землі став одним з приводів до Пелопоннеської війни. У 409 р. до н. е. в долини Япіса відбувся бій між афінянами і мегарцями.